# IBM 701
Der Großrechner IBM 701 gehörte zur 700/7000 series von IBM und kam 1952 auf den Markt. Er war der erste für wissenschaftliche Zwecke bestimmte Rechner von IBM. Die Versionen für Geschäftskunden waren die IBM 650 und IBM 702. Der Computer markiert den Übergang zu voll elektronischen Computern bei IBM.

## Geschichte

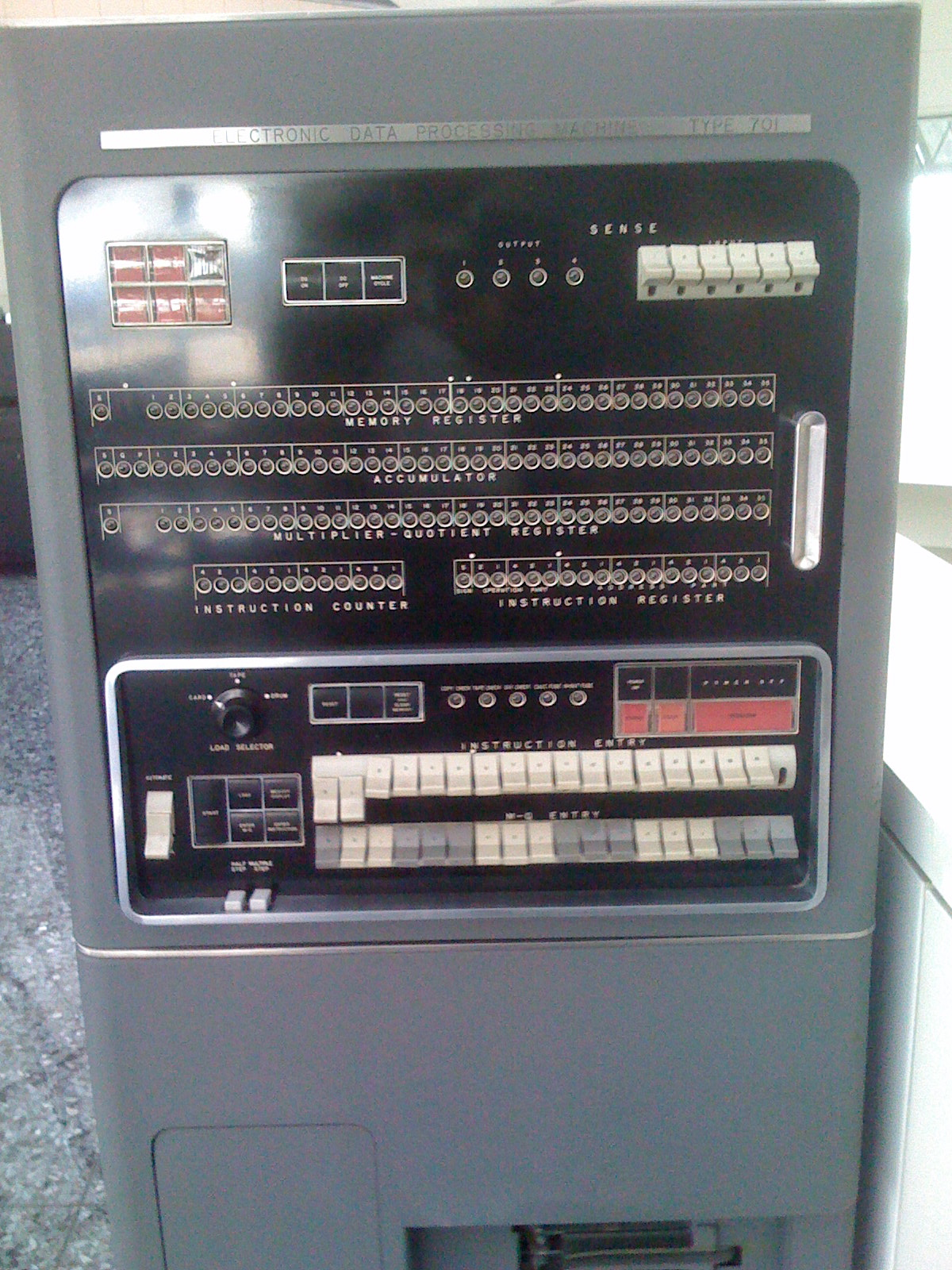
Bedienungskonsole der IBM 701

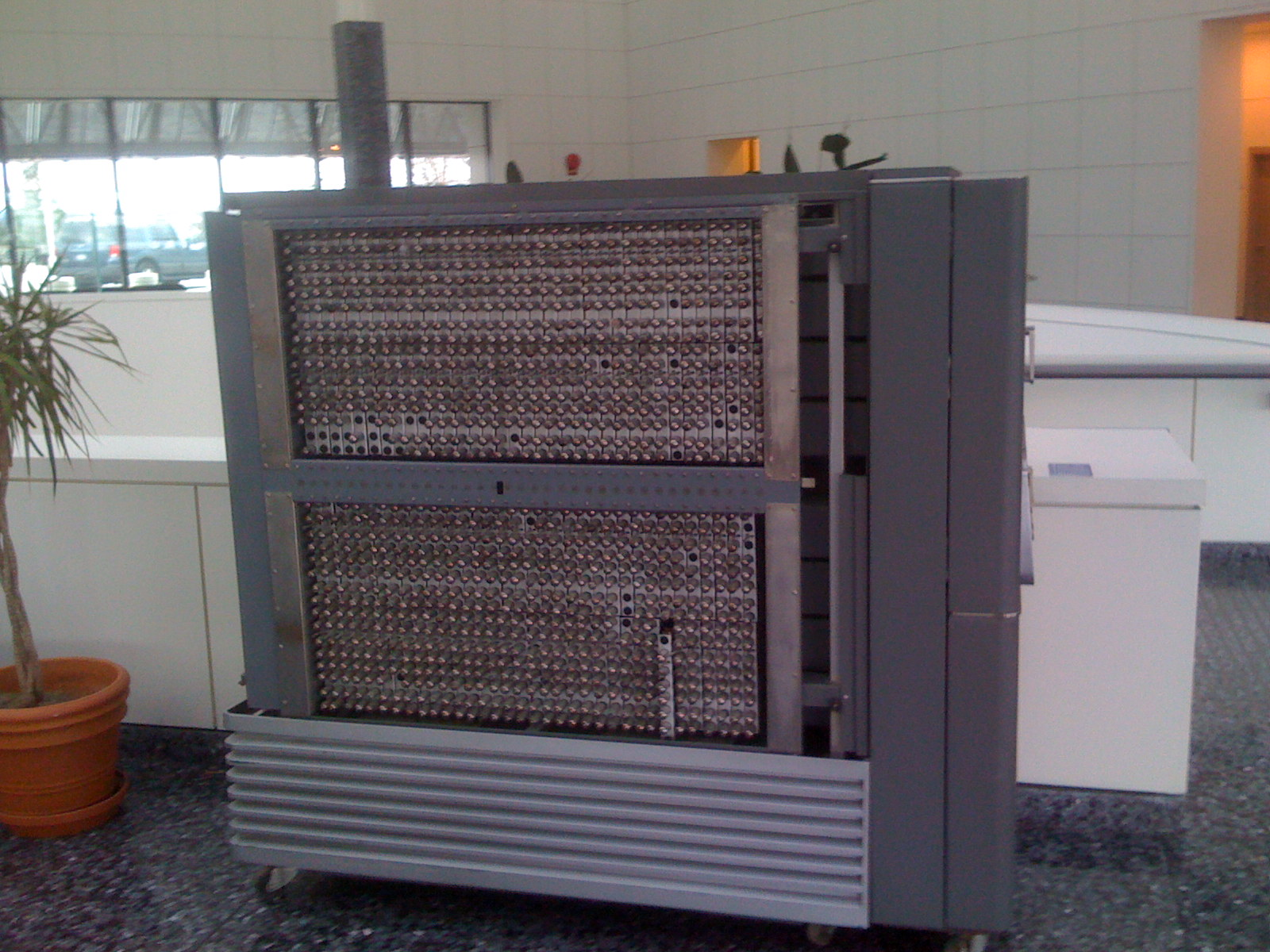
Blick ins Innere der IBM 701 mit Vakuumröhren

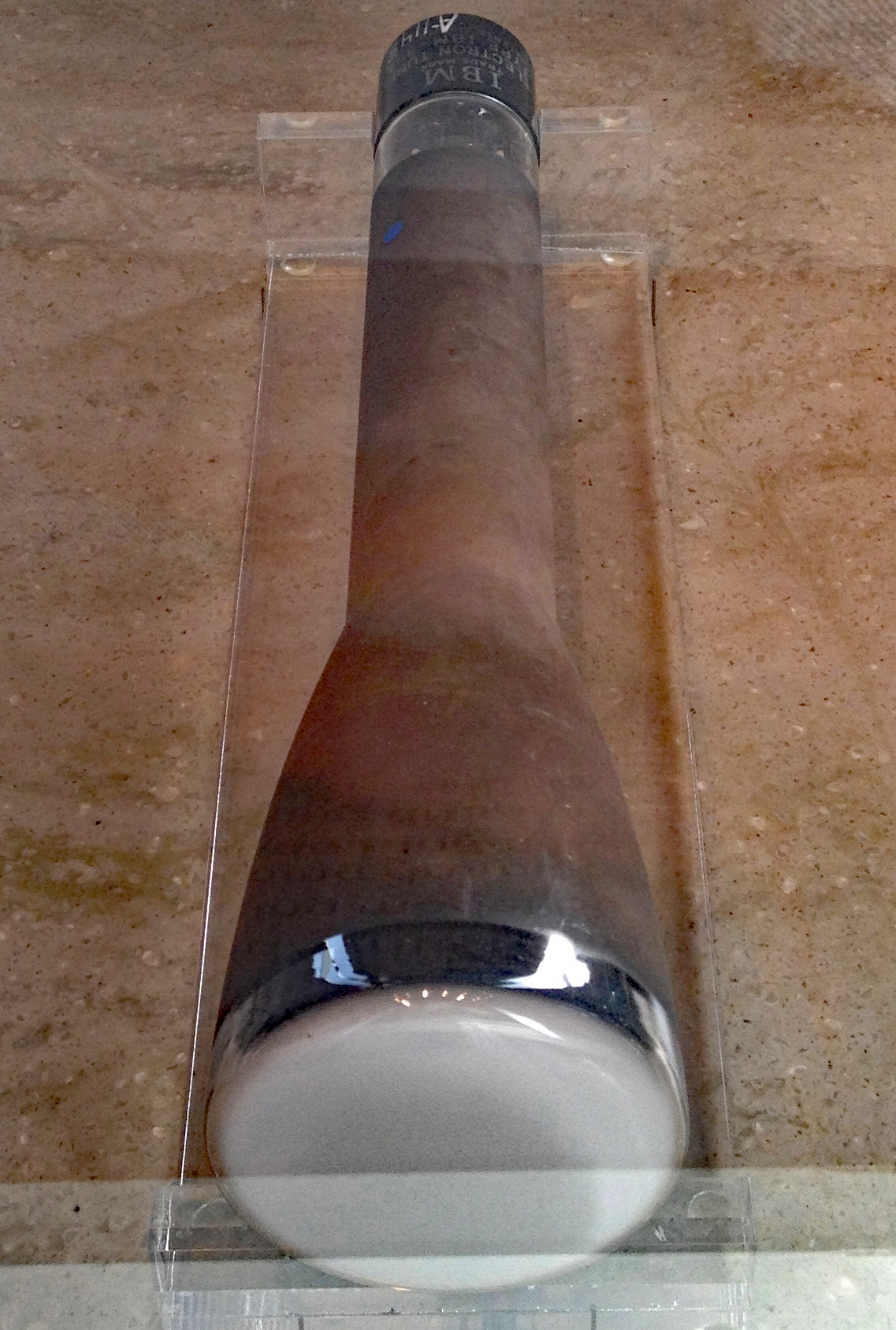
Williams-Röhre der IBM 701

Es gab schon einige teilweise elektronische Vorgänger bei IBM, den Automatic Sequence Controlled Calculator (ASCC) der 1940er Jahre und den Selective Sequence Electronic Calculator (SSEC) von 1948 (mit Vakuumröhren und Relais), die 701 hatte aber nur ein Viertel der Größe des SSEC und war 25-mal schneller.
Insgesamt wurden 19 Systeme installiert. Da darunter vor allem Kunden aus dem US-amerikanischen Rüstungskomplex waren, wurde er auch Defense Calculator genannt. Erwartet hatte Thomas J. Watson nur Aufträge für fünf Maschinen, was er zum Beispiel auf der Aktionärsversammlung 1953 anlässlich der Einführung der IBM 701 äußerte (daraus entstand möglicherweise das oft Watson zugeschriebene, aber wahrscheinlich falsche Zitat I think there is a world market for maybe five computers). Vor Produktionsbeginn der 701 besuchte er zwanzig potentielle Kunden und kam mit 18 Bestellungen zurück. Unter anderem erhielt das Lawrence Livermore National Laboratory der University of California ein System. Dort wurde auch ein Compiler entwickelt, genannt KOMPILER. IBMs eigener Fortran-Compiler kam erst 1954 mit der IBM 704 auf den Markt.
Zu den führenden Entwicklern gehörten Nathaniel Rochester, Jerrier A. Haddad und Werner Buchholz unter dem Leiter der Ingenieursabteilung bei IBM W. Wallace McDowell. Der Entwurf sollte sich so eng wie möglich an den Entwurf von John von Neumann halten, wie er etwa in dessen IAS-Computer oder dem JOHNNIAC realisiert war.
Damals hatte es Konkurrenz von der ERA 1103 von Remington Rand, das im Geheimen für die NSA entwickelt wurde und erst 1953 die Erlaubnis bekam, vermarktet zu werden. Das US-Verteidigungsministerium führte für beide Maschinen einen Benchmark-Test in numerischer Wettervorhersage durch mit leichten Vorteilen für das IBM-System.
Auf der 701 lief eines der ersten Computerprogramme für Künstliche Intelligenz, ein Dame-Programm von Arthur Samuel. Auch Übersetzungsprogramme aus dem Russischen liefen 1954 auf der 701.
Der Nachfolger war die IBM 704, die 1954 eingeführt wurde (die Geschäftskunden-Versionen waren die IBM 702, IBM 705).

## Systembeschreibung
- Speicher: elektrostatische Speicherung mit 72 Williamsröhren, die jeweils 1024 Bit speichern konnten, entsprechend einem Speicher von 2048 Worten zu je 36 Bit.[10] Der Speicher hatte die Bezeichnung IBM 706. Die Taktrate des Speichers betrug 12 Mikrosekunden. Der Speicher konnte durch 72 weitere Röhren verdoppelt werden (auf 4096 Worte). Es gab auch Trommelspeicher und Magnetbänder als Speichermedien (Magnetkernspeicher fanden erst in der folgenden Generation bei der IBM 704 Verwendung).

- Die Befehle waren 18 Bits lang mit einer einzigen 12-Bit Adresse. 33 verschiedene Befehle konnten ausgeführt werden.
- Die einzige Möglichkeit, programmgesteuert auf verschiedene Adressen zuzugreifen, bestand in der Modifikation des Adressteils von Befehlswörten mittels einer dafür vorgesehenen Instruktion.[11]
- Die Zahlen (die intern binär kodiert waren) waren im Festkommazahl-Format und 36 oder 18 Bit lang mit Vorzeichen.
- Die Maschine hatte zwei dem Programmierer zugängliche Register: einen Akkumulator (38 Bits mit 2 Overflow-Bits) und ein Multiplikations/Divisions-Register von 36 Bits.
- Als Ein- und Ausgabegeräte gab es Lochkartenleser und -drucker, Drucker, Ein- und Ausgabe auf Magnetband (Bandlaufwerk IBM 726) oder Magnettrommel. Insbesondere die neuen Magnetbandlesegeräte trugen zum Erfolg der IBM 701 bei.

## Verfügbarkeit
Die Verfügbarkeit der IBM 701 war durch die Williams-Röhren und die für die Schaltlogik verwendeten Röhren sehr gering. Für ihre MTBF werden zwischen einer halben Stunde bis zu 3,5 Stunden angegeben.